# Andromède (1827)
Pour les articles homonymes, voir Andromède.
L’Andromède est une des frégates de second rang à voile construites entre 1812 et 1830 qui naviguèrent sur toutes les mers du monde et eurent un rôle important dans les conflits que mena la France.

## Le type XXIV
Ces frégates de 2 300 tonneaux avaient un équipage de 470 hommes qui était réduit à 200 hommes s'ils devenaient navire de transport. Leur classification de type XXIV désigne le calibre en livres de l'armement principal qui équipe ces navires.

## Carrière
L’Andromède est construit à Lorient, mis sur cale le 2 avril 1827, lancé le 5 avril 1833 et entre en service opérationnel en octobre 1836.
Il commence avec une croisière en Atlantique, Rio de Janeiro et les États-Unis, puis entre 1841 et 1842 à la station des Antilles ; il passe par l'île Bourbon avant son retour à Toulon. Il entreprend en 1843 un nouveau voyage jusqu'à l'île Bourbon. Après une refonte en 1849 à Brest, il effectue une circumnavigation : le 21 octobre 1851, départ pour Rio avec une traversée de 36 jours, passage à Montevideo pour prendre station à La Plata. Il quitte Payta en 1858 pour Papeete. Il part pour une nouvelle croisière par Valparaiso, Guayaquil et les Îles Sandwiches en 1859 avant d'être rayé du service le 24 octobre 1860. Il va servir de ponton à Rochefort de 1865 à 1883 et renommé Athlète.
Ce 50 canons était surclassé avec 24 canons de 30 livres 4 de 16 livres et 18 caronades de 30.
Ses dimensions étaient de 52 m de long, par 13,36 de large pour 4,45 de tirant d'eau.